# Rezo.net
 (octobre 2017).
Rezo.net est un site agrégatif français créé en 1999 par Pierre Lazuly.
Ce portail web ne contient pas de rédactionnel, mais utilise la technologie RSS pour agréger plusieurs sources d'informations de l'internet francophone.

## Fonctionnement de Rezo.net
Il existe en 2009 sept personnes chargées du choix des articles. Ceux-ci peuvent venir d'un très grand nombre de sources différentes, contre une vingtaine au début.
Rezo.net est composé de bénévoles et n'a « pas de modèle économique ».

## Histoire
En 1999, alors que les flux RSS n'existent pas encore, un groupe d'amis webmestres décident de créer le site pour mettre en avant les articles qu'ils apprécient.
Le site Rezo.net est cité comme figurant en bonne place avec Acrimed dans le débat internet au sujet du traité établissant une Constitution pour l'Europe,.